# Enzo Siciliano
Enzo Siciliano (Rome, 27 mai 1934 - Rome, 9 juin 2006) est un écrivain et critique littéraire italien, lauréat du prix Strega en 1998 pour I bei momenti, publié par Mondadori.

## Biographie
Ami de Pier Paolo Pasolini, d'Elsa Morante, d'Alberto Moravia, Enzo Siciliano est, pendant un demi-siècle, au centre de la vie littéraire romaine. Critique d'art, spécialiste de cinéma, journaliste et éditorialiste, il collabore à divers journaux (l'Unità, la Repubblica, l'Espresso) et dirige la revue de critique littéraire Nuovi Argomenti.
En 1964, il interprète le rôle de Simon le Cananéen dans L'Évangile selon saint Matthieu de Pier Paolo Pasolini.
De 1995 à 2000, il dirige le Cabinet Vieusseux, de Florence, l'une des plus prestigieuses bibliothèques d'Italie.
De 1996 à 1998, il est président de la RAI, la télévision publique italienne (sous le gouvernement de Romano Prodi).

## Distinction
- Grand officier de l'ordre du Mérite de la République italienne‎ (1996)[2]

### Romans
- Racconti ambigui (Feltrinelli, 1963 ; Pequod Edizioni, 2004)
- La coppia (Feltrinelli, 1966)
- Dietro di me (Garzanti, 1971)
- Rosa pazza (e disperata) (Garzanti, 1973; Mondadori 1994) ; trad. fr. Rosa ou le mensonge des fleurs (Laffont, 1974)
- La notte matrigna (Rizzoli, 1975; Mondadori 1997) ; trad. fr. Thierry Laget, La Nuit marâtre (Salvy, 1994)
- La principessa e l'antiquario (Rizzoli, 1980) Prix Viareggio ; trad. fr. Thierry Laget, La Princesse et l'Antiquaire (Salvy, 1995)
- La voce di Otello (Mondadori, 1982)
- Diamante (Mondadori, 1984)
- Cuore e fantasmi (Mondadori, 1990)
- Il bagno della regina (Mondadori, 1991)
- Romanzo e destini (Theoria, 1992)
- Carta blu (Mondadori, 1992)
- Campo de' fiori (Rizzoli, 1993)
- Mia madre amava il mare (Rizzoli, 1994)
- I bei momenti (Mondadori, 1997) Prix Strega ; trad. fr. Thierry Laget, Les Beaux Moments : Les Amours de Mozart (Éditions du Rocher, 260 p., 2006  (ISBN 978-2268054131))
- Non entrare nel campo degli orfani (Mondadori, 2002)
- Il risveglio della bionda sirena (Mondadori, 2004)
- Racconti ambigui (Pequod Edizioni, 2004)
- La vita obliqua (Mondadori, 2007, posthume)
- Cuore e fantasmi (Pequod Edizioni, 2010)

### Théâtre
- La tragedia spagnola, réélaboration de Thomas Kyd avec Dacia Maraini (Feltrinelli, 1966)
- Jacopone (1986)
- La casa scoppiata (Mondadori, 1986)
- La vittima (Mondadori, 1987)
- Singoli (Gremese, 1988)
- Atlantico (Gremese, 1991)
- Morte di Galeazzo Ciano (Einaudi, 1998)

### Essais
- Prima della poesia (Vallecchi, 1965)
- Autobiografia letteraria (Garzanti, 1970)
- Puccini (Rizzoli, 1976)
- Vita di Pasolini (Rizzoli, 1978; Giunti, 1995; Mondadori 2005) ; trad. fr. Pasolini, une vie (La Différence, 1984)
- Alberto Moravia: vita, parole, idee di un romanziere (Longanesi 1971; Bompiani, 1982)
- La bohème del mare: dieci anni di letteratura 1972-82 (Mondadori, 1983)
- Letteratura italiana (trois volumes, Mondadori, 1986-1988)
  - 1: Da Francesco d'Assisi a Ludovico Ariosto (1986)
  - 2: Da Niccolò Machiavelli a Giambattista Vico (1987)
  - 3: Da Carlo Goldoni a Giovanni Verga (1988)
- Ma tu che libri hai letto? (Gremese, 1991)
- Diario italiano 1991-1996 (Mondadori, 1997)
- Diario italiano 1997-2006 (Perrone, 2008, posthume)
- Cinema & film: cronaca di un amore contrastato (Rizzoli, 1999)
- Carta per musica: diario di una passione, da Mozart a Philip Glass (Mondadori, 2004)

## Filmographie

### Scénariste
- 1995 : Pasolini, mort d'un poète (d'après son essai Vita di Pasolini)
- 1980 : Tre operai (mini-serie TV)
- 1976 : Il silenzio è complicità (documentaire)
- 1973 : La Coppia (d’après son roman)
- 1973 : Moi et Lui (Io e lui) de Luciano Salce avec Lando Buzzanca et Bulle Ogier, tiré du roman Moi et lui d'Alberto Moravia

### Acteur
- 1979 : La Luna de Bernardo Bertolucci - Le chef d’orchestre à Rome (non crédité)
- 1964 : L'Évangile selon saint Matthieu de Pier Paolo Pasolini - Simon

### Réalisateur
- 1973 : La Coppia